# سالیتزوله
سالیتزوله (به ایتالیایی: Salizzole) یک کومونه در ایتالیا است که در استان ورونا واقع شده‌است. سالیتزوله ۳۰٫۶۵ کیلومتر مربع مساحت و ۳٬۷۵۰ نفر جمعیت دارد و ۲۲ متر بالاتر از سطح دریا واقع شده‌است.